# Aethomys silindensis
Aethomys silindensis — вид мишоподібних гризунів родини мишеві (Muridae). Вид поширений у Танзанії та Мозамбіку. Мешкає у тропічних та субтропічних вологих лісах. Тіло сягає 155–200 мм завдовжки, хвіст — 166–194 мм, вага тіла — до 158 г.